# Māmūdān
Māmūdān (persiska: مامودان) är en ort i Iran.   Den ligger i provinsen Gilan, i den norra delen av landet, 230 km nordväst om huvudstaden Teheran. Antalet invånare är 403.
Terrängen runt Māmūdān är mycket platt. Runt Māmūdān är det ganska tätbefolkat, med 155 invånare per kvadratkilometer. Närmaste större samhälle är Khoshk-e Bījār, 8,5 km nordväst om Māmūdān. Trakten runt Māmūdān består till största delen av jordbruksmark.